# 슈투트가르트 공항

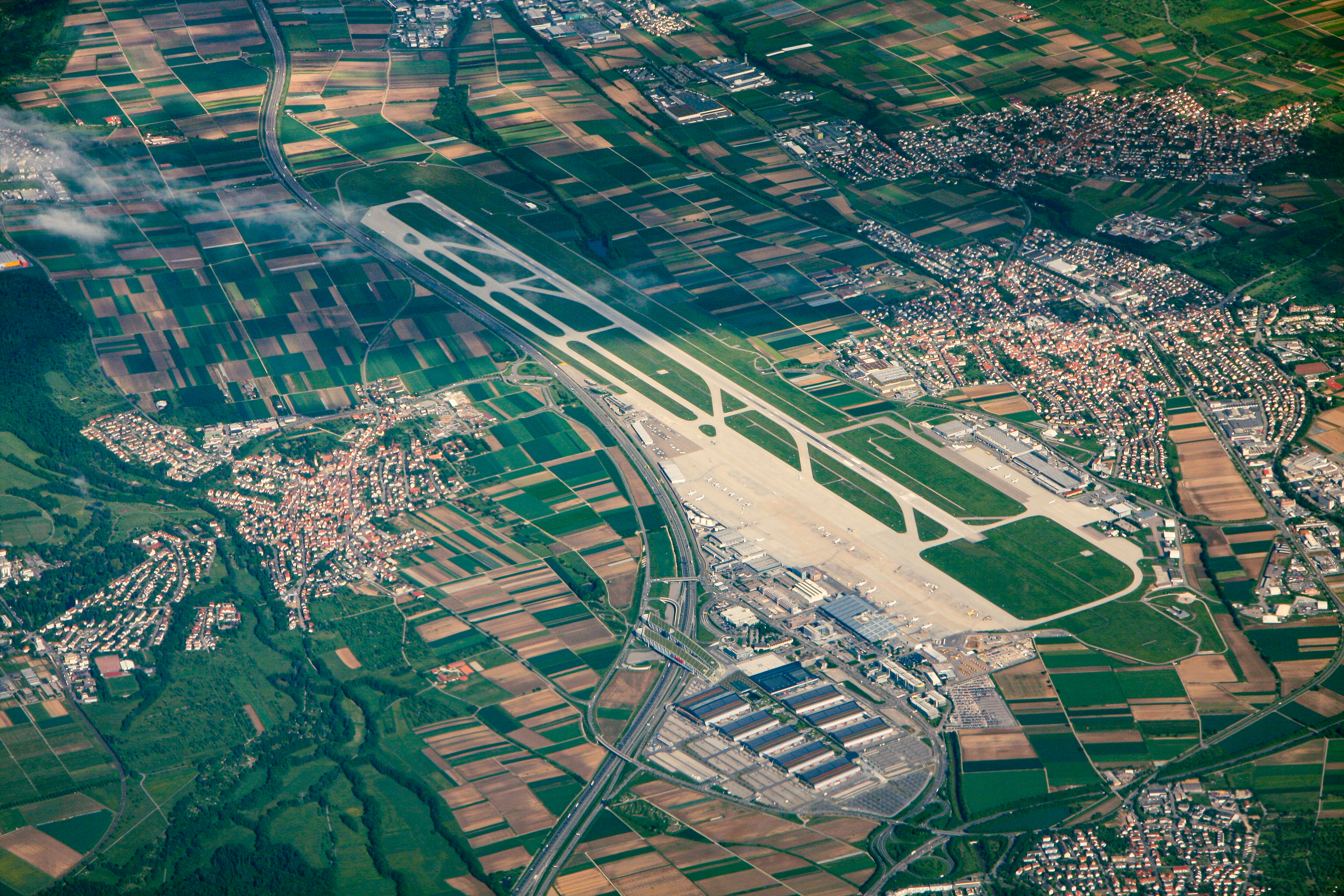

슈투트가르트 공항(Stuttgart Airport, 독일어: Flughafen Stuttgart, 이전 명칭: Flughafen Stuttgart-Echterdingen, IATA: STR, ICAO: EDDS)은 독일의 주의 하나인 바덴뷔르템베르크주의 주도 슈투트가르트의 국제 공항이다. 독일에서 6번째로 분주한 공항으로, 2018년 승객 수는 11,832,634명이었다. 이 공항은 유로윙스의 중요 허브이며 여러 유럽 도시와 휴양지로 향하는 비행을 제공한다.
이 공항은 슈투트가르트로부터 남쪽으로 약 13킬로미터 지점에 위치해 있다.

## 같이 보기
- 독일의 대중교통